# Der Auftrag Höglers
Der Auftrag Höglers ist ein DDR-Kinofilm von Gustav von Wangenheim aus dem Jahr 1950. In der DEFA-Produktion geht es um westdeutsche Industriespionage in einem  volkseigenen Stahlwerk.

## Handlung
Das Stahlwerk „Luisenhütte“ liegt nach der deutschen Teilung genau auf der Grenze und wird durch einen Fluss in ein westdeutsches und ein ostdeutsches Werk getrennt. Im Westen hat immer noch der ehemalige Direktor Högler das Sagen. Nach der Enteignung und Umwandlung in einen volkseigenen Betrieb wurde der östliche Werksteil der Leitung des Ingenieurs Dr. Thelen unterstellt.
Dr. Thelen entwickelt ein neues Verfahren zu Stahlherstellung, an dessen Pläne Högler um jeden Preis kommen will. Neben Bestechung und Spionage setzt er auch Verleumdungen ein, denen fast die Gewerkschaftsfunktionärin Maria zum Opfer fällt. Sie trifft den Münchener Gewerkschafter Fritz wieder, den sie noch aus dem antifaschistischen Widerstand kennt. Gemeinsam können sie Höglers kriminelle Aktivitäten aufdecken und verhindern.

## Produktion und Veröffentlichung
Der Schwarzweißfilm wurde unter dem Arbeitstitel West-östliche Hochzeit im Atelier Berlin-Johannisthal gedreht und hatte am 24. Januar 1950 in der Maxhütte in Unterwellenborn, wo auch ein großer Teil der Dreharbeiten stattfand, seine Uraufführung. Weitere Premieren fanden am gleichen Tag in den Stahlwerken Hennigsdorf, Riesa, Gröditz und Kirchmöser sowie im Berliner Glühlampenwerk, unter der Beteiligung von Walter Ulbricht neben mehreren Ministern der DDR-Regierung, und im Berliner DEFA-Filmtheater Kastanienallee statt.

## Kritiken
Das Lexikon des internationalen Films schreibt:

„Von der Ideologie des Kalten Krieges geprägter Industriespionage-Film, hölzern inszeniert und gespielt, aber als Spiegel der Zeitgeschichte interessant. Einer der ersten DEFA-Filme, die konsequent nach den Prinzipien des sozialistischen Realismus gedreht wurden.“

In der Berliner Zeitung bemerkte Hans Ulrich Eylau:

„Obwohl der Film ein wesentliches Thema aufspürte, an viele wichtige Fragen heranging, bleibt das Ergebnis unbefriedigend, weil er die Fragen nicht mit der notwendigen Klarheit beantwortet. Es ist bezeichnend, daß er auch im Schauspielerischen kein Gesicht fand. Nur die Chargen kommen zu einiger Geschlossenheit der Gestaltung. Im übrigen bleibt man kühl. Das gilt auch für Inge von Wangenheim in der Hauptrolle der tüchtigen Maria, die von der Regie ihres Gatten wenig glücklich geführt wird.“